# Gemeine Baldachinspinne
Die Gemeine Baldachinspinne (Linyphia triangularis) ist eine Spinnenart aus der Familie der Baldachinspinnen (Linyphiidae). Im Gegensatz zu vielen anderen Vertretern der Familie ist diese Art aufgrund ihrer auffallenden Zeichnung auf dem Vorderkörper leicht zu identifizieren. Die Gemeine Baldachinspinne ist eine der häufigsten Baldachinspinnen in Mitteleuropa. Sie war die europäische Spinne des Jahres 2014.

## Merkmale
Die Art zählt zu den größeren Baldachinspinnen. Beide Geschlechter sind etwa gleich lang, die Körperlänge beträgt etwa 5–7 mm. Grundfarbe des Vorderkörpers (Prosoma) der Weibchen ist ein helles Beigebraun. Das Prosoma ist breit schwarzbraun gerandet und trägt ein schwarzes Mittelband, das sich etwa in der Prosomamitte nach vorn teilt und noch vor den Augen endet. Diese Zeichnung erinnert an eine Stimmgabel.
Der Hinterleib (Opisthosoma) trägt auf gelblich weißem Grund ein breites, braunes und meist dunkel gerandetes Mittelband, das mehrfach eingeschnürt ist. Bei Individuen mit starken Einschnürungen bilden sich nahezu dreieckige Flecken heraus, die zur Namensgebung der Art führten (Tres maculae fubrubrae, triangulares fere, …). Die Seiten des Hinterkörpers zeigen ebenfalls eine Zeichnung aus breiten, etwas zerrissenen braunen Bändern und Flecken. Die Unterseite ist schwarz. Die Beine sind einfarbig beigebraun.
Männchen haben wie bei den meisten Spinnen einen deutlich schmaleren Hinterkörper als die Weibchen. Die Grundfarbe ist stärker rotbraun. Sie haben außerdem stark verlängerte Cheliceren.

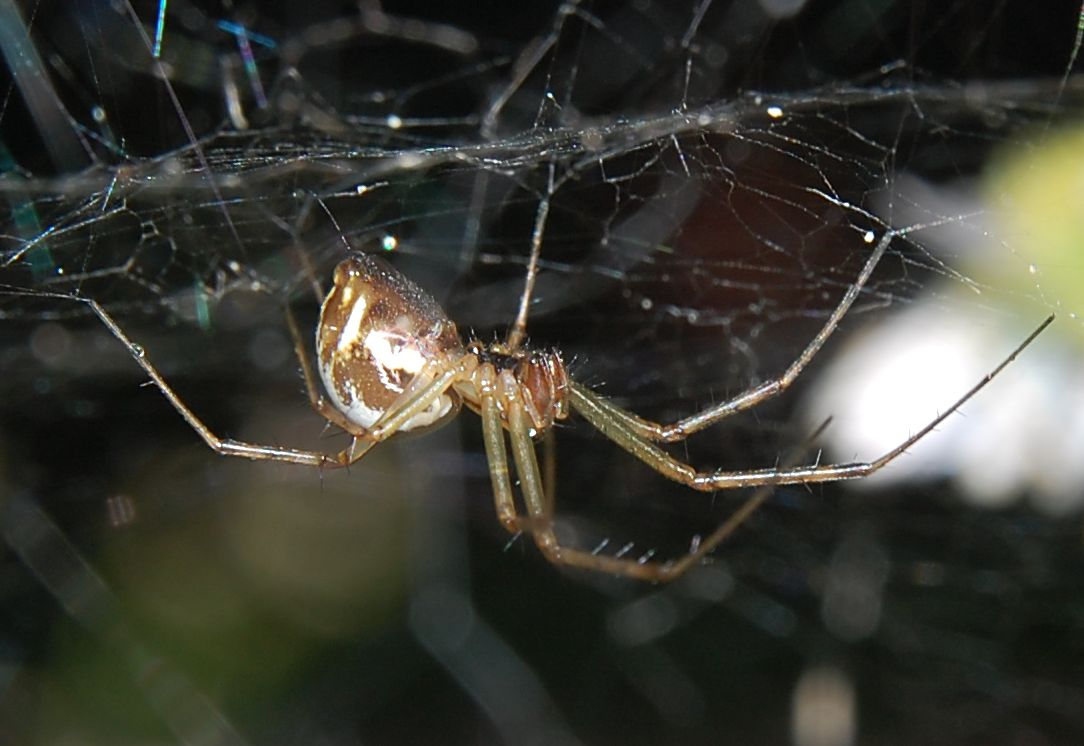
Ein Weibchen der Gemeinen Baldachinspinne im Netz

## Verbreitung und Lebensraum
Die Gemeine Baldachinspinne besiedelt große Teile der Paläarktis von Irland und den Kanarischen Inseln bis in den Nordosten Chinas. Das Verbreitungsgebiet umfasst die gemäßigten bis subtropischen Zonen. Sie kommt, außer auf Island, in ganz Europa vor.
Die Art ist hinsichtlich ihres Lebensraumes wenig spezialisiert und besiedelt nicht zu feuchte Wälder und offene Flächen aller Art, auch Parks und Gärten.

## Lebensweise
Das Netz wird meist niedrig über dem Boden, aber auch bis zu mehrere Meter hoch über dem Boden in Gräsern, Stauden und Sträuchern angelegt. Es besteht wie bei den meisten Vertretern der Familie aus einem nach unten gespannten horizontalen Netzteppich, über dem ein ca. 20 cm hohes Geflecht aus sehr lockeren „Stolperfäden“ angelegt ist. Die Spinne sitzt fast immer in Rückenlage an der Unterseite des Netzteppichs. Die Beute stößt meist gegen die Stolperfäden und fällt dann auf den Netzteppich, wo sie von der Spinne erbeutet wird.
Geschlechtsreife Tiere treten von August bis Oktober auf. Paarungen finden in Mitteleuropa vor allem im September statt. Die Männchen halten sich zu dieser Zeit ständig im Netz der Weibchen auf. Zur Kopulation sitzt das Männchen ebenfalls in Rückenlage vor dem Weibchen und führt abwechselnd seine Pedipalpen in die Geschlechtsöffnung (Epigyne) des Weibchens ein. Anschließend füllt es seine Pedipalpen aus seinem im Netz des Weibchens angelegten Spermanetz wieder auf und ist dann erneut paarungsbereit.

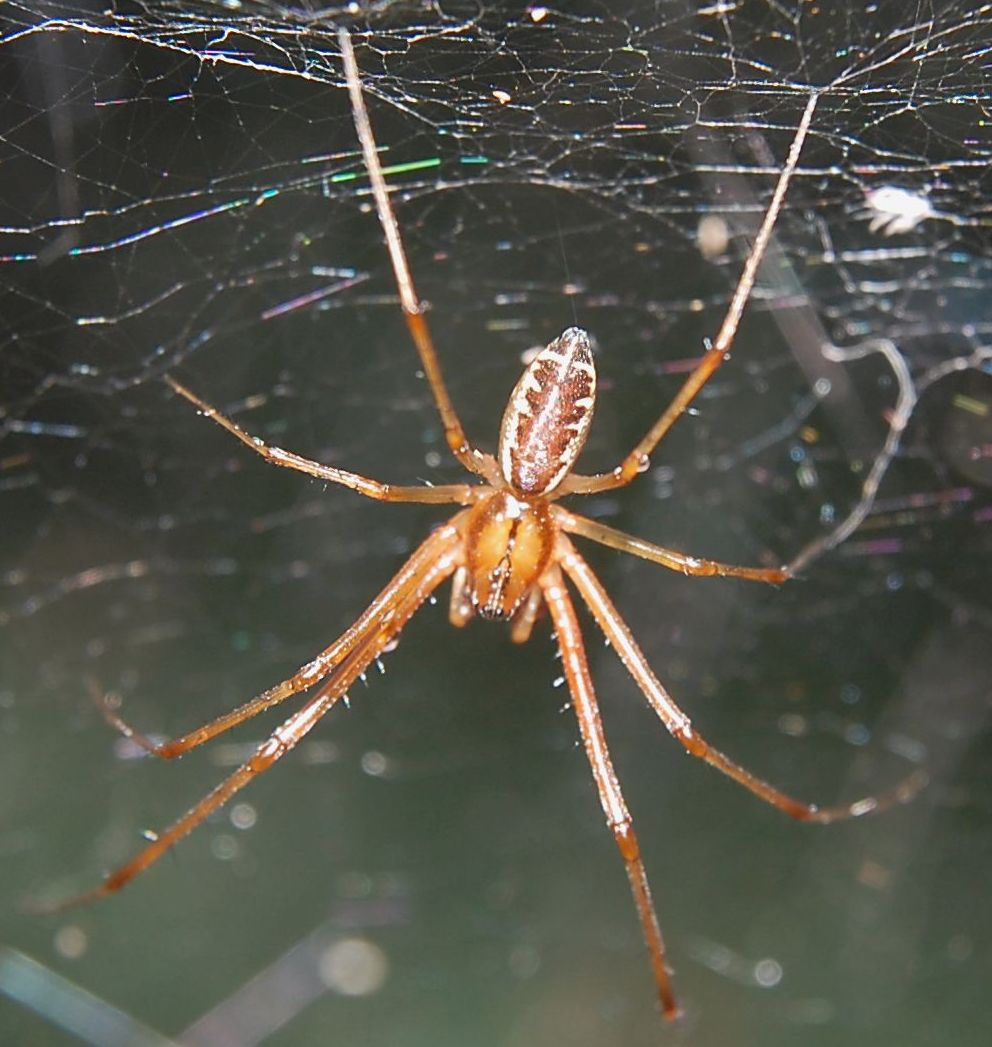
Gemeine Baldachinspinne, Männchen im Netz

## Gefährdung
Die Art ist in allen geeigneten Lebensräumen sehr häufig. Sie wird in Deutschland in der Roten Liste als „ungefährdet“ eingestuft.